# 勝村政信
勝村政信（日语：／ Katsumura Masanobu，1963年7月21日—），埼玉縣蕨市出身的演員，身高173cm，A型。埼玉縣立浦和北高等學校畢業。所屬經紀公司為SIS compnay。

## 經歷
父親是日本橋歷史悠久的佃煮屋日本橋鮒佐的廚師、性格嚴謹。母親則是店裡面的第一位店員、是在硫磺島事件中被撤離的非戰鬥人員。
高中時曾經參加過足球社，參與社團活動的期間，培養了他對待前輩以及後輩的應對進退禮儀，這樣講究禮貌的個性也導致後來在演藝圈中的好人緣。
高中畢業後，當了兩年的上班族，雖然他立志從事當時如日中天的時尚模特產業，但覺得自己不夠高，最終還是放棄了。
在那之後，勝村的志向轉變為演藝人員，在蜷川幸雄的帶領下經過了兩年訓練
交叉優勢（右邊寫字，左邊筷子）。
2011年4月起，擔任東京電視台足球節目《FOOT x BRAIN》的主持人，並擔任2016年J聯賽頒獎典禮的主持人。
```
他很挑食，尤其不喜歡香菇。 還有不愛吃瓜。
```

## 戲劇演出

### 電視劇
- 奇怪的事件（日语：奇妙な出来事）第3回 電話のある風景（1989年）
- 奇怪的事件（日语：奇妙な出来事）第15回 アップルパイ・ラプソディー（1990年）
- 大人は判ってくれない (テレビドラマ)（日语：大人は判ってくれない (テレビドラマ)）第9回 サリンジャーの少女（1992年）
- まったナシ（1992年）
- 世界奇妙物語「瞬」（1992年）飾演 和田修一
- 泣きたい夜もある第9回 別れるための新婚初夜（日语：泣きたい夜もある）（1993年）飾演 滿
- はだかの刑事（日语：はだかの刑事）（1993年）飾演 古賀茂 巡査
- 新空港物語（日语：新空港物語）（1994年）
- 春天來吧 第一部（日语：春よ、来い (テレビドラマ)）（1994年）飾演 長坂伸三
- 心（1994年）飾演 學生時期的老師
- 廚藝小天王（日语：味いちもんめ）（1995年）
- 車站的故事（1995年）
- 春天來吧 第二部（日语：春よ、来い (テレビドラマ)）（1995年）飾演 長坂伸三
- 木曜的怪談 怪奇俱樂部（日语：木曜の怪談）（1995年）飾演 一色先生
- 祝你好運（日语：グッドラック (テレビドラマ)）（1996年）飾演 佐藤年男
- ラブの贈りもの（日语：ラブの贈りもの）（1996年）飾演 渡邊芳明
- 音の犯罪捜査官・響奈津子（日语：音の犯罪捜査官・響奈津子）第2回 盜聽殺人事件（1997年）飾演 牛丸
- 毛利元就（1997年）飾演 渡邊通
- 遠い日の花火（1997年）飾演 三村義彥
- 奇蹟之人（1998年）飾演 船山竜也
- 身邊警護（日语：身辺警護 (テレビドラマ)）（1998年）飾演 内藤 洋介
- 小京都ミステリー第22回（日语：小京都ミステリー）（1998年）飾演 松戶幸四郎
- 向田邦子新春シリーズ「終わりのない童話」（1998年）飾演 寺崎庄一郎
- 親親我的寶貝（1998年）飾演 倉田大輔
- おとり捜査官・北見志穂（日语：おとり捜査官・北見志穂）第2回 停電の夜、連続美女絞殺！（1999年）飾演 齊田豐次
- 上班族金太郎（1999年）飾演 田中政和
- 上班族金太郎2（日语：サラリーマン金太郎 (高橋克典のテレビドラマ)）（2000年）飾演 田中政和
- 京都迷宮案內SP（日语：京都迷宮案内）時効直前！15年前の殺人に試される夫婦の絆（2001年）飾演 三枝
- HERO（2001年）飾演 江上達夫
- 老闆靠邊站（日语：明日があるさ (テレビドラマ)）（2001年）飾演 上村
- Fighting Girl（日语：Fighting Girl）（2001年）飾演 大伴洋輔
- 女と愛とミステリー（日语：女と愛とミステリー）夏樹静子サスペンス「死刑台のロープウェイ」（2001年）飾演 不二木達生
- 愛上大明星 昂（2001年）飾演 小金井明
- 軽井沢ミステリー第一回（日语：軽井沢ミステリー）（2001年）飾演 沢地耕造
- どうぞ安らかに2（2002年）
- 私立探偵 濱マイク第9回（日语：私立探偵 濱マイク）（2002年）
- 上班族金太郎3（日语：サラリーマン金太郎 (高橋克典のテレビドラマ)）（2002年）飾演 田中政和
- 置物櫃的HANAKO（日语：ロッカーのハナコさん）（2002年）飾演 緒園隆文
- 薔薇的十字架（日语：薔薇の十字架）（2002年）飾演 北村甚
- 月曜ミステリー劇場「ホステス探偵危機一髪4」（日语：ホステス探偵危機一髪）（2002年）飾演 下村隆志
- SMAP×SMAP特別篇チョナン・カン（日语：チョナン・カン）SP（2002年）
- 西村京太郎トラベルミステリー（日语：西村京太郎トラベルミステリー）青函特急殺人ルート（2003年）
- 熱烈的中華飯店（2003年）飾演 野口拓郎
- 世界奇妙物語03春之特別篇（2003年）飾演 浜崎
- 鑽石尤物（日语：ダイヤモンドガール）（2003年）飾演 佐久間實升
- 再見了，可魯（2003年）飾演 仁井勇
- HANAKO又來了（2003年）飾演 緒園隆文
- 戀愛中姊妹（日语：ハコイリムスメ!）（2003年）飾演 田久保健
- 火災調査官・紅蓮次郎（日语：火災調査官・紅蓮次郎）「2/9の模型があばく！14年間燃え続けた関係」（2004年）飾演 柚木竜一
- 檢事霞夕子23 すれ違った愛（日语：女検事・霞夕子）（2004年）飾演 多岐川良道
- 新科調所的女法研case 8（2004年）
- 愛在聖誕節（2004年）飾演 杉村行彥
- 義經（2005年）飾演 平重盛
- 琉璃之島（2005年）飾演 松隈浩二
- 東京朋友（2005年）飾演 笹川和夫
- 愛情慢舞（2005年）飾演 江上政之
- 変装捜査官・麻生ゆき（日语：変装捜査官・麻生ゆき）第2回 「花嫁、エステ店員、女弁護士、温泉おかみ、特急車掌…決死の七変化潜入捜査ウエディングドレスの新婦が宙を舞う!」（2005年）飾演 宇佐美仁
- 來自日本的救命簽證（日语：日本のシンドラー杉原千畝物語 六千人の命のビザ）（2005年）飾演 滝川光也
- 金田一耕作系列 第32回神隱真珠郎（日语：古谷一行の金田一耕助シリーズ）（2005年）飾演 乙骨研二
- 小早川伸木之戀（日语：小早川伸木の恋）（2006年）飾演 直江
- 廚房的戰爭（2006年）飾演 泉幸夫
- 折翼的天使（日语：翼の折れた天使たち）第二夜 ライブチャット（日语：第二夜 ライブチャット）（2006年）飾演 新城
- 算是報恩了吧（日语：しは、恩返しができたかな）（2006年）飾演 榊宏昭
- HERO SP（2006年）飾演 江上達夫
- 太陽之歌（2006年）飾演 雨音謙
- 検事・朝日奈耀子（日语：検事・朝日奈耀子）第5作 「仙台〜松島殺意の旅」（2006年）飾演 真田一郎
- 硫磺島～戰場の郵便配達～（日语：硫黄島〜戦場の郵便配達〜）（2006年）飾演 松本巖
- 草壁署迷宮課迷宮先生5 case 7
- 琉璃之島特別篇2007（2007年）飾演 松隈浩二
- Life（2007年）飾演 佐古敏克
- 赤腳阿元（2007年）飾演 朴永甫
- 新 細うで繁盛記2（日语：細うで繁盛記）（2007年）飾演 原田正子
- 我要當爸媽的天使（2007年）飾演 醫生
- HERO（2007年）飾演 江上達夫
- 松本清張SP 被塗亂的書（日语：塗られた本）（2007年）飾演 紺野卓一
- 瞳（日语：瞳 (2008年のテレビドラマ)）（2008年）飾演 長瀨渡
- 熱血律師（2008年）飾演 不破憲一
- 警視庁電話指導官〜深川真理子の事件簿（日语：警視庁電話指導官〜深川真理子の事件簿）（2008年）飾演 武部圭一
- 監查法人（日语：監査法人 (テレビドラマ)）（2008年）飾演 吉野晴喜
- Code Blue空中急診英雄（2008年）飾演 森本忠士
- Code Blue空中急診英雄SP（2009年）飾演 森本忠士
- Voice～來自亡者的聲音（2009年）客串 君島製作所的八木
- 破案天才奇娜（2009年）客串 鷺沼博
- 鬼鎮之花（2009年）飾演 柳川隆
- Smile（2009年）飾演 柏木啓介
- 戰場之歌（日语：戦場のメロディ） （2009年）
- 探索吧!日本人忘記的東西（日语：探そう!ニッポン人の忘れもの）第二夜 生日快樂（2009年）飾演 藤原裕治
- 松本清張連續劇SP 山峽之章（日语：山峡の章）（2010年）飾演 竹村忠則
- 空中急診英雄2（2010年）飾演 森本忠士
- 推特男女（2010年）客串 矢野順一
- 潘朵拉II（2010年）飾演 吉良英彥
- 情報之女〜國稅局查察官〜（2010年）飾演 日野敏八
- 忠臣藏：大石內藏助（2010年）飾演 赤埴源藏
- CONTROL～犯罪心理搜查～（2011年）飾演 小坂橋正次
- Madonna Verde（日语：マドンナ・ヴェルデ）（2011年）飾演 清川吾郎
- 明日香高工進行曲（日语：アスコーマーチ!〜県立明日香工業高校行進曲〜）（2011年）飾演 大向徹
- 紀子，去首爾（2011年）
- 我無法戀愛的理由（2011年）飾演 田村淳一
- 學（2012年）飾演 大下
- 神聖怪物們（2012年）飾演 水原良二
- 情報之女〜國稅局查察官〜SP（2012年）飾演 日野敏二
- VISION（日语：VISION-殺しが見える女-）（2012年）飾演 清末功輝
- Doctor-X～外科醫·大門未知子～（2012年）飾演 加地秀樹
- dinner（2013年）客串 冬樹恒彥
- 月曜GOLDEN：女医・早乙女美砂「ガラスの階段」（2013年）
- 大岡越前（日语：大岡越前 (2013年のテレビドラマ)）（2013年）飾演 榊原伊織
- 廚藝小天王（日语：味いちもんめ）SP（2013年）飾演 伊橋司
- 齊藤太太2（2013年）飾演 岩田巡查
- 刑警的眼神（日语：刑事のまなざし）（2013年）客串 吉沢篤郎
- Doctor-X～外科醫·大門未知子～2（2013年）友情出演 加地秀樹
- Hard Nut！～數學女孩的戀愛事件簿～（2013年）飾演 小林幸司
- 星新一推理SP（2014年）飾演 男
- 文豪の食彩（日语：文豪の食彩）（2014年）飾演 川中啓三
- 極惡頑暴（2014年）客串 龜津井太郎
- HERO 2（2014年）客串 江上達夫
- 芙蓉之人（日语：芙蓉の人〜富士山頂の妻）（2014年）飾演 和田雄治
- 大岡越前（日语：大岡越前 (2013年のテレビドラマ)）2（2014年）飾演 榊原伊織
- 西村京太郎トラベルミステリ61 越後・会津殺人ルート（2014年） 飾演 浦部慶一
- ショカツの女 新宿西署 刑事課強行犯係（日语：ショカツの女 新宿西署 刑事課強行犯係）9（2014年）飾演 草間和弘
- Doctor-X～外科醫·大門未知子～3（2014年）飾演 加地秀樹
- 文豪の食彩（日语：文豪の食彩）2（2014年）飾演 川中啓三
- 這本推理小說真厲害！（2014年）飾演 須藤
- 天才偵探御手洗（2015年）飾演 高橋義彥
- 虐待狂刑警系列（2015年）飾演 栖川恒夫
- 殿後 山一證券 最後的12人（日语：しんがり 山一證券 最後の12人）（2015年）飾演 林幸博
- 大岡越前（日语：大岡越前 (2013年のテレビドラマ)）3（2016年）飾演 榊原伊織
- 怪盜偵探 山貓（2016年）飾演 高杉直哉
- 討厭的女人（日语：嫌な女）（2016年）飾演 坂口博之
- 川獺（2016年）飾演 須藤明憲
- Doctor-X～外科醫·大門未知子～特別篇（2016年）飾演 加地秀樹
- Doctor-Y~外科醫・加地秀樹（2016年）飾演 加地秀樹
- 巨惡無法入眠特搜檢事的逆襲（日语：巨悪は眠らせない 特捜検事の逆襲）（2016年）飾演 寺島光太郎
- Doctor-X～外科醫·大門未知子～4（2016年）飾演 加地秀樹
- 警視廳 印尼炒飯課（日语：警視庁 ナシゴレン課）（2016年）飾演 伊吹曉彥
- 水晶的鼓動（日语：水晶の鼓動）（2016年）飾演 手代木行雄
- Doctor-Y~外科醫・加地秀樹2（2017年）飾演 加地秀樹
- Doctor-X～外科醫·大門未知子～5（2017年）友情出演 加地秀樹
- 被討厭的勇氣（2017年）飾演 庵堂道則（第9集・第10集）
- Doctor-Y~外科醫・加地秀樹3（2018年）飾演 加地秀樹
- Legal V～前律師·小鳥遊翔子～（2018年）飾演 大鷹高志
- Heaven？天國餐館（2019年）飾演 堤計太郎
- 松本清張SP疑惑（2019年）飾演 前田健次
- Doctor-Y~外科醫・加地秀樹4（2019年）飾演 加地秀樹
- Doctor-X～外科醫·大門未知子～6（2019年）飾演 加地秀樹
- Heaven?天國餐館（2019年）飾演 堤計太郎
- Doctor-Y~外科醫・加地秀樹5（2020年）飾演 加地秀樹
- 明治開化 新十郎偵探帖（2020年）飾演 速水星玄
- 不在場證明破解少女（2020年）飾演 牧村匠
- BG～身邊警護人～ 第2章（2020年）飾演 小俣健三
- 七人的秘書（2020年12月10日）飾演 八神達樹（最終話）
- 第一刑事部的烏鴉（2021年4月5日）饰演 江波和义（第1集）
- Doctor-Y~外科醫・加地秀樹6（2021年10月7日）飾演 加地秀樹
- Doctor-X～外科醫·大門未知子～7（2021年10月14日－12月16日）飾演 加地秀樹
- 前男友的遺書（2022年4月25日－6月20日）飾演 橘五郎（第3集－最終話）
- 與雪女同行吃蟹（2022年7月9日－9月24日）飾演 雪枝一騎
- OLD ROOKIE（2022年9月4日）飾演 光岡浩明（最終話）
- 祈願病歷表～研修醫的解謎診察紀錄～（2022年10月8日－12月17日）飾演 志村雄一
- 相棒 第21季（2022年10月12日・19日）飾演 厩谷琢（第1集・第2集）
- STAND UP START（2023年1月18日）飾演 田中通久（第1集）
- 執行!!～狗和我和執行官～（2023年7月4日－9月12日）飾演 日野純二
- 上班族殺手（2023年10月27日－12月15日）飾演 遠藤保
- 追逐遊戲W 職權騷擾的上司是我的前女友（2024年1月8日－2月27日）飾演 石井辉义
- MARS-零的革命-（2024年1月30日）飾演 火野武夫（第2集）
- YIPS 易普症（2024年4月12日－6月21日）飾演 初田豐
- My Diary（2024年10月20日－12月22日）飾演 喜田義弘
- Doctor-Y~外科醫・加地秀樹7（2024年11月30日）飾演 加地秀樹
- 新・暴坊將軍（2025年1月4日）飾演 大岡忠相
- 明天會是更好的一天（2025年7月7日－）飾演 櫻木里治郎

### 電影
- ボクが病気になった理由（日语：ボクが病気になった理由） (1990年) 飾演 藤井俊太郎
- 抱緊我,就像那海浪一般（日语：波の数だけ抱きしめて） (1991年) 飾演 池本
- C（コンビニエンス）・ジャック (1992年) 飾演 木村浩
- 奏鳴曲 (1993年) 飾演 良二
- キリコの風景（1998年） 飾演 西川
- セカンドチャンス（1999年） 飾演 原田 役
- 刑法第三十九條 (1999年) 飾演 工藤啓輔(砂岡明)
- 上班族金太郎 (1999年) 飾演 田中政和
- 哥吉拉×美加基拉斯 G消滅作戰 (2000年) 飾演 新倉誠
- ホテル ビーナス（日语：ホテル ビーナス） (2004年)
- 沒有問題的我們（日语：問題のない私たち） (2004年) 飾演 笹岡文成
- あかね空（2006年）飾演 嘉次郎
- 東京朋友（日语：東京フレンズ） (2006年) 飾演 笹川和夫
- HERO (2007年) 飾演 江上達夫
- ビルと動物園（日语：ビルと動物園） (2008年) 飾演 杉浦
- 禪 ZEN (2009年) 飾演 波多野義重
- 呪怨 黑色少女 (2009年)
- 穿越時空的少女2010電影版 (2010年) 飾演 淺倉吾朗
- 獄（ひとや）に咲く花（2010年）
- 海猿3D：最終話 (2010年) 飾演 遠藤翔太
- 只想告訴你 (2010年) 飾演 黑沼喜多夫
- 蛇人（日语：蛇のひと） (2010年)
- 極道美食王（日语：極道めし） (2011年) 飾演 南真太
- 黑百合公寓 (2013年) 飾演 二宮勲
- 她愛上了我的謊 (2013年) 飾演 理子的父親
- 龍三和七個心腹們（日语：龍三と七人の子分たち） (2015年) 飾演 龍平
- U-31（日语：U-31） (2016年) 飾演 木村良平
- 誰人的木琴 (2016年)
- 劇場版 假面騎士Build Be The One (2018年) 飾演 伊能賢剛 / 假面騎士Blood（聲）
- 大名倒產（2023）飾演 板倉周防守
- Doctor X剧场版(2024）飾演  加地秀树